# Канавере Басе (Кунео)
Канавере Басе је насеље у Италији у округу Кунео, региону Пијемонт.
Према процени из 2011. у насељу је живело 37 становника. Насеље се налази на надморској висини од 313 м.